# Bürgermeister der Reichsstadt Aachen

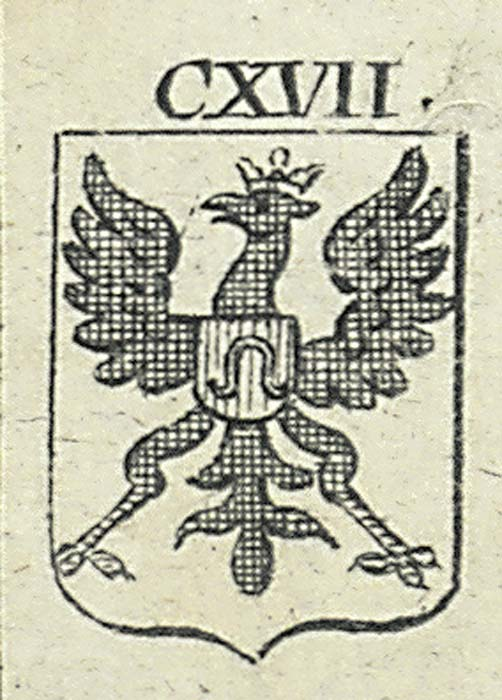
Wappen der Freien Reichsstadt Aachen

Diese Liste zählt die Personen auf, die während der Zeit Bürgermeister von Aachen waren, in der Aachen eine freie Reichsstadt war. Die späteren Bürgermeister Aachens sind unter Bürgermeister der Stadt Aachen aufgeführt.

## Geschichte
Die Freie Reichsstadt Aachen wurde zunächst durch einen königlichen Beamten regiert. Erst 1250 ging die Leitung auf einen so genannten Erbrat über, welcher sich aus zwei Rent- und Baumeistern, lebenslang gewählten Schöffen sowie den Deputierten der neun Aachener Grafschaften des Aachener Reichs zusammensetzte und dem in der Regel zwei regierende Bürgermeister vorstanden. Letztere waren anfangs noch notable Aachener Persönlichkeiten, ab Mitte des 14. Jahrhunderts vermehrt auch Mitglieder des Aachener Schöffenstuhls. Diese aristokratische Selbstverwaltung der Stadt führte zunehmend zum Verdruss, da sich die Handwerker und einfachen Bürger im Erbrat nicht vertreten fühlten.
Erst im Aachener Gaffelbrief von 1450 und seinen späteren Novellen wurde festgelegt, dass ein Bürgermeister aus dem Kreis der Schöffen, die sich nunmehr in die nach ihrem Stammlokal benannte Sternzunft organisierten, und ein Bürgermeister aus den übrigen Zünften als Vertreter der Bürgerschaft gewählt werden musste. Der Bürgermeister aus den Schöffen wurde auch als „Schöffenbürgermeister“ bezeichnet, der Bürgermeister aus den Zünften als „Bürgerbürgermeister“ (sic!). Die Wahlen fanden in der Regel am 25. Mai statt. Die Kandidaten mussten die Bürgerrechte besitzen und schon längere Zeit in Aachen wohnen und arbeiten. Ihre Amtszeit dauerte in der Regel ein Jahr, danach wurden sie als so genannte „Abgestandene Bürgermeister“ bezeichnet und konnten sich erst nach einem weiteren Jahr wieder zur Wahl stellen.
Dabei konnte es "Pärchen" geben, die sich im zweijährigen Rhythmus abwechselten und somit über lange Zeit die Geschicke Aachens bestimmten. So war z. B. Alexander Theodor von Oliva in den 38 Jahren zwischen 1729 und 1767 insgesamt 19 mal Schöffenbürgermeister, von 1729 bis 1748 abwechselnd mit Johann Werner von Broich, von 1749 bis 1756 abwechselnd mit Franz von Fürth und von 1758 bis 1767 abwechselnd mit Joseph Xaver von Richterich. Dieser wechselte sich dann bis 1786 mit Johann Jakob von Wylre im Amt des Schöffenbürgermeisters ab. Solche Pärchen gab es auch bei den Bürgermeistern aus den Zünften, z. B. Martin Lambert de Lonneux und Jakob Niclas zwischen 1730 und 1756.
Die normale Abfolge wurde jedoch mehrmals gestört, beispielsweise während der Aachener Religionsunruhen im 16. Jahrhundert. So wählte 1581 sowohl die katholische als auch die evangelische Partei je einen Bürgermeister aus den Schöffen und einen aus den Zünften. Nach einer Neuwahl einige Wochen später am 5. Juni 1581 blieben nur noch der evangelische Schöffenbürgermeister Johann von Lontzen und der katholische Bürgerbürgermeister Johann Fiebus im Amt. 1587 wählten die in Aachen verbliebenen Protestanten neben einem Schöffenbürgermeister gleich zwei Bürgerbürgermeister, während die aus Aachen vertriebenen Katholiken je einen eigenen Bürgermeister aus den Schöffen und den Zünften wählten. Während der Aachener Mäkelei wurde 1786 der gewählte Bürgerbürgermeister Stephan Dominicus Dauven, der der Alten Partei angehörte, zum Rücktritt gezwungen und durch einen Kandidaten der Neuen Partei ersetzt.
Bedingt durch die von der Aachener Mäkelei ausgelösten Unruhen und die französische Besetzung ab 1792 wurden von 1790 bis 1797 gar keine Bürgermeisterwahlen mehr durchgeführt. Von den Franzosen wurde die reichsstädtische Verfassung zunächst außer Kraft gesetzt, 1797 vorübergehend wieder eingesetzt und 1798 endgültig außer Kraft gesetzt. Bis 1800 wurde Aachen nun von dem Präsidenten der Kantonmunizipalität Jakob Friedrich Kolb und seines 10-köpfigen Munizipalitätsrates regiert. Ab 1800 trat an die Stelle der Doppelspitze mit zwei Bürgermeistern das französische System der Mairie, bei der ein einzelner Maire an der Spitze der Stadt stand. Auch nach der Zeit der französischen Besatzung wurde dieses System beibehalten, das Stadtoberhaupt führte ab dann den Titel Oberbürgermeister. Bereits vor der endgültigen Auflösung der reichsstädtischen Verfassung waren zwischenzeitlich von Januar 1793 bis März 1793 der Nadelfabrikant und Vertreter der Neuen Partei Stephan Wilhelm Joseph Beissel (1751–1819) sowie von Juli 1795 bis Frühjahr 1797 der Kaufmann Joseph Brantten, Freimaurer und Illuminat, zum Maire ernannt worden.
Die ältesten bekannten Auflistungen Aachener Bürgermeister sind Handschriften aus dem 18. Jahrhundert. Sie enthielten jedoch nur wenige Einträge und erwiesen sich als unzuverlässig. Im Druck erschien eine Liste Aachener Bürgermeister erstmals 1841 im zweiten Band der Geschichte der Stadt Aachen von Christian Quix. Sie umfasste die Jahre 1251 bis 1344. Hugo Loersch veröffentlichte 1871 in Aachener Rechtsdenkmäler eine Liste der Bürgermeister von 1251 bis 1485. Eine umfassende Liste der urkundlich belegten Bürgermeister von 1250 bis zur endgültigen Auflösung der reichsstädtischen Verfassung Aachens 1798 veröffentlichte Luise Freiin von Coels von der Brügghen 1935 in Band 55 der Zeitschrift des Aachener Geschichtsvereins. Die vorliegende Liste ist im Wesentlichen auf diese Veröffentlichung gestützt.

## Liste
Nachfolgend sind die quellenmäßig nachweisbaren Bürgermeister aufgelistet.
Legende:
Art = Art des Amtes
B = Bürgermeister vor 1450, nicht als Schöffe nachgewiesen
S = vor 1450: Bürgermeister und Schöffe, nach 1450: Bürgermeister aus den Schöffen, auch Schöffenbürgermeister genannt
Z = Bürgermeister nach 1450 aus der Bürgerschaft (den Zünften), auch Bürgerbürgermeister genannt
Zahl = Anzahl der Amtsperioden
Amtsperiode= Jahre der Amtsausübung
Springe zu:
1300 –
1350 –
1400 –
1450 –
1500 –
1550 –
1600 –
1650 –
1700 –
1750
| Name                                                       | Art | Zahl | Amtsperiode[n] | Anmerkungen |
| ---------------------------------------------------------- | --- | ---- | --- | --- |
| Johannes Goswin                                            | B   | 1    | 1251/52 | |
| Johannes Hun                                               | B   | 1    | 1251/52 | |
| Martinus Simon                                             | B   | 1    | 1252/53 | |
| Martinus de Trajecto                                       | B   | 1    | 1264/65 | |
| Martinus N.N.                                              | B   | 1    | 1265/66 | |
| Yvillon                                                    | B   | 2    | 1265/66, 1269/70 | |
| Jaspar de Horne                                            | B   | 1    | 1272/73 | |
| Stefan de Puteo                                            | B   | 1    | 1272/73 | |
| Arnoldus de Sleyda                                         | B   | 1    | 1274/75 | |
| Hermann Kalf                                               | B   | 1    | 1278/79 | |
| Johannes de Golopia                                        | B   | 1    | 1278/79 | |
| Henricus de Wicorum                                        | B   | 1    | 1279/80 | |
| Ricobaldus de Ahre                                         | B   | 2    | 1283/84, 1289/90 | |
| Thomas N.N.                                                | B   | 1    | 1286/87 | |
| Gunther de Pless                                           | B   | 1    | 1289/90 | |
| Ghyso Cappellan                                            | B   | 1    | 1294/95 | |
| Arnoldus de Kalkofen                                       | B   | 1    | 1305/06 | |
| Henricus de Robotroide                                     | B   | 1    | 1305/06 | |
| Godeschalcus Schrat                                        | B   | 1    | 1309/10 | |
| Johannes Buschart                                          | B   | 2    | 1309/10, 1319–21 | |
| Arnoldus de Porta Regis                                    | B   | 1    | 1319–21 | |
| Martin von Pont                                            | B   | 1    | 1323–25 | |
| Theodor von Streithagen                                    | B   | 1    | 1323/24 | |
| Gerhard Chorus (1285–1367)                                 | S   | 5    | 1324/25, 1327/28, 1338/39, 1342/43, 1346/47 | besser bekannt als Ritter Chorus, Förderer des gotischen Chors der Aachener Marienkirche (dem heutigen Aachener Dom), sowie des Neubaus des Aachener Rathauses; Ihn darstellende Statue, angefertigt von Karl Krauß, im Aachener Rathaus |
| Walter von Pont († vor 1349)                               | B   | 4    | 1327/28, 1334/35, 1338/39, 1343/44 | |
| Goswin N.N.                                                | B   | 1    | 1333/34 | |
| Godart N.N.                                                | B   | 1    | 1333/34 | |
| Johannes von dem Eichhorn († 1344)                         | S   | 2    | 1334/35, 1343/44, | war maßgeblich an den Vorbereitungen zum Landfriedensbündnis Maas-Rhein zwischen den Städten Aachen und Köln sowie Kurköln und dem Herzogtum Brabant beteiligt. |
| Jakob Colyn († 1370)                                       | B+S | 4+1  | B: 1342/43, 1344/45, 1351/52, 1354/55, S: 1358/59 | Vetter von Jakob Colyn († 1381); Mitunterzeichner des Landfriedensbündnisses. Er wurde vor 1358 in dem Schöffenstuhl aufgenommen. |
| Matthias Hoyn                                              | B   | 1    | 1344/45 | |
| Christian Lewe († vor 1375)                                | S   | 3    | 1346/47, 1361/62, 1364/65 | Mitinitiator des Landfriedensbündnisses |
| Willem von Pont                                            | B   | 1    | 1351/52 | |
| Johann von dem hl. Geist                                   | B   | 1    | 1354/55 | |
| Konrad von dem Eichhorn († 1381)                           | S   | 2    | 1360/61, 1367/68 | möglicher Sohn von Johannes von dem Eichhorn; schlug im Jahr 1368 den Aufstand der Weber und Tuchwalker blutig nieder. |
| Gottfried Colyn der Ältere                                 | B   | 1    | 1360/61 | |
| Goswin von Pont († um 1365)                                | S   | 1    | 1361/62 | Bruder von Willem von Pont; |
| Johann Chorus († um 1367)                                  | S   | 1+1  | B: 1349/50, S: 1363/64 | Bruder oder Vetter von Gerhard Chorus, wurde 1358 erstmals als Schöffe erwähnt. Seine erste Amtsperiode bezieht sich auf die Aachener Stadtrechnungen, unklar ist jedoch, ob es weitere Amtsperioden gibt, da die Aufzeichnungen aus jenen Jahren unvollständig sind. |
| Arnold van den Berge († vor 1370)                          | S   | 1    | 1363/64 | |
| Gerhard van Rodenburg                                      | S   | 1    | 1366/67 | Bürgermeisteramt unklar, Quelle Die Schöffen des kgl. Stuhls gibt keinen Hinweis darauf und die letzte Erwähnung als Schöffe fand am 5. Juli 1365 (!) statt, was bedeutet, dass er wenig später verstorben sein müsste, da man in der Regel lebenslang Schöffe blieb. Dies widerspricht dem Eintrag in der Quelle Aachener Bürgermeister von 1251 bis 1798, wo Rodenburg als Bürgermeister für 1366/67 ausgewiesen ist. Ansonsten existieren (bislang) keine weiteren Quellenfunde. |
| Jakob Colyn († 1381)                                       | S   | 4    | 1367/68, 1371/72, 1376/79, 1379/80 | Vetter von Jakob Colyn († 1370); schlug im Jahr 1368 den Aufstand der Weber und Tuchwalker blutig nieder |
| Johann von Pont († um 1386)                                | B+S | 1+9  | B: 1368/69 S: 1372/73, 1374–1376, 1377/78, 1379/80, 1383–1387 | Er wurde um 1370 in den Schöffenstuhl aufgenommen. Eine ihn darstellende Statue, angefertigt von Karl Krauß, befindet sich im Aachener Rathaus. |
| Wilhelm Ellerborn                                          | B   | 1    | 1368/69 | |
| Johann Ellerborn                                           | B   | 1    | 1371/72 | |
| Arnold Volmer († um 1387)                                  | S   | 3    | 1372/73, 1374/75, 1386/87 | |
| Reinhard von Moirke († 1386)                               | S   | 6    | 1373/74, 1376/77, 1380/81, 1382/83 | |
| Gottfried Colyn der Jüngere                                | B   | 1    | 1373/74 | |
| Johannes Nys                                               | B   | 1    | 1377/78 | |
| Gerhard Lewe, der Ältere († um 1384)                       | S   | 2    | 1380/81, 1383/84 | |
| Heinrich van der Linden († 1391)                           | S   | 6    | 1382/83, 1385/86, 1387–1391 | |
| Christian van den Canel († um 1401)                        | S   | 3    | 1387/88, 1389/90, 1392/93 | |
| Volmer in St. Jacobstraß († um 1397)                       | S   | 3    | 1388/89, 1391/92, 1394/95 | |
| Reinhard von Moirke († 1412)                               | B+S | 1+5  | B: 1389/90, S: 1392/93, 1396–1398, 1400/01, 1408/09, 1412 | Sohn von Reinhard von Moirke, den Älteren; wurde 1391 in den Schöffenstuhl aufgenommen. Er verstarb noch im Jahr 1412 |
| Konrad von Pont der Alte († nach 1404)                     | S   | 4    | 1390/91, 1393/94, 1397/98, 1401/02 | Neffe von Johann von Pont; |
| Johann van den Berge († um 1409)                           | S   | 2    | 1391/92, 1398/99 | |
| Konrad Volmer                                              | B   | 1    | 1393/94 | |
| Johann van Sint Margraten                                  | B   | 3    | 1394/95, 1396/97, 1401/02 | |
| Johann Bertolf († um 1407)                                 | S   | 1–6  | 1399/1400 | Bruder von Heinrich Bertolf; mögliche Amtszeiten in den Jahren 1395/96, 1402/03, 1404/05, 1405/06, 1406/07 können in Betracht kommen |
| Statz von Segraedt, der Ältere                             | B   | 1    | 1399/1400 | |
| Rikolf Colyn († um 1400)                                   | S   | 1    | 1398/99 | Sohn oder Neffe von Jakob Colyn († 1370); |
| Konrad von dem Eichhorn († 1437)                           | S   | 3    | 1400/01, 1408/09, 1414/15, | Sohn von Konrad von dem Eichhorn († 1381); er war vielleicht auch öfters im Amt, da hier die Quellenlage ungenau ist. Nicht zu verwechseln mit dem Bürger-Bürgermeister gleichen Namens, der 1407/08 im Dienst war; Konrad von dem Eichhorn schlug ebenfalls eine Rebellion von 10 Ambachten blutig nieder. |
| Heinrich Bertolf                                           | B   | 1    | 1403/04 | Bruder von Johann Bertolf († um 1407); |
| Konrad von dem Eichhorn, der Alte                          | B   | 1    | 1407/08 | nicht zu verwechseln mit dem Schöffen-Bürgermeister gleichen Namens, evtl. ein Vetter von ihm. |
| Hermann Dürtzant († um 1416)                               | S   | 1    | 1407/08 | Gegner der Aachener Krönung von Ruprecht (HRR) zum Römisch-deutschen König |
| Gerhard von Haren, der Ältere († um 1511)                  | B   | 1    | 1411/12 | |
| Gerhard Lewe, der Jüngere († um 1426)                      | S   | 2    | 1413/14, 1425/26 | Sohn von Gerhard Lewe, den Älteren |
| Gerhard von Wylre († 1440)                                 | S   | 4    | 1416/17, (1429/30), 1431/32, 1436/37 | Im Schöffenbuch von Coels wird von Wylre 1429 zwar als Bürgermeister erwähnt, in ihrer Bürgermeisterübersicht ist jedoch Johann Ellerborn aufgeführt. |
| Statz von Segraedt († um 1441)                             | S   | 3    | 1418/19, 1437/38, 1440/41 | |
| Johann Ellerborn († um 1440)                               | S   | 1+4  | B: 1414/15, S: 1420/21, 1425/26, (1429/30), 1436/37 | Wird ab 1420 als Mitglied des Schöffenstuhls geführt. In der Bürgermeisterübersicht von Coels ist Ellerborn 1429 zwar als Bürgermeister aufgeführt, jedoch im Schöffenbuch wird Gerhard von Wylre genannt. |
| Martin Bertolf († um 1442)                                 | S   | 2    | 1421/22, 1437/38 | Sohn von Johann Bertolf († um 1407) und Neffe von Heinrich Bertolf; |
| Ghisen Bleyenheuft                                         | B   | 1    | 1421/22 | schrieb sich zu seiner Zeit noch Ghiso Bleyenhouft |
| Colyn Beissel († 1452)                                     | B   | 2    | 1423/24, 1429/30 | |
| Walter Volmer († vor 1431)                                 | S   | 1    | 1427/28 | Sohn von Volmer in St. Jacobstraß |
| Konrad von Pont († zwischen 1435 und 1438)                 | B   | 1    | 1427/28 | |
| Johann Beissel († um 1440)                                 | S   | 1    | 1428/29 | Bruder von Colyn Beissel; |
| Wilhelm von der Hagen                                      | B   | 3    | 1431/32, 1438/39, 1441/42 | |
| Lambrecht Buck der Ältere († um 1462)                      | S   | 6    | 1432/33, 1440/41, 1442/43, 1446/47, 1448/89, 1452/53 | in Quelle Macco Bock genannt |
| Johann von der Hagen († vor 1465)                          | B   | 3    | 1432/33, 1435/36, 1439/40 | |
| Heimbrecht von Bastenachen                                 | B   | 1    | 1433/34 | |
| Gerhard Beissel († um 1462)                                | S   | 6    | 1435/36, 1452/53, 1455/56, 1457/58, 1460/61, 1461/62 | |
| Peter Scheichter                                           | B   | 2    | 1438/39, 1445/46 | |
| Gottschalk von Hochkirchen                                 | S   | 1    | 1439/40 | |
| Adam von Haren, der Ältere († um 1454)                     | S   | 1    | 1443/44 | Sohn von Gerhard von Haren, den Älteren; |
| Matthys Overbach                                           | Z   | 3    | 1443/44, 1456/57, 1459/60 | |
| Fetschin Colyn († 1472)                                    | S   | 3    | 1445/46, 1450/51, 1459/60 | Enkel von Jakob Colyn († 1370) |
| Johann Hartmann († um 1450)                                | S   | 1    | 1446/47 | |
| Jan van Eynatten                                           | B   | 1    | 1448/49 | |
| Statz von Segraedt († um 1460)                             | S   | 2    | 1450/51, 1456/57 | Sohn von Statz von Segraedt († um 1441); Amtszeit 1450 ungewiss, könnte auch ein Jahr früher sein, da für 1449 kein Eintrag in der Bürgermeisterliste besteht. Segraedt kam im Vorfeld der Diskussionen über die Einführung des Aachener Gaffelbriefes mit den Stimmen der Jakobstorgrafschaft für den gewählten Peter Juris ins Amt, den die Bürger nicht akzeptiert hatten. (siehe Artikel).                                                                                      |
| Gerhard von Haren, der Jüngere († um 1458)                 | S   | ?    | 1450/51? | Sohn von Gerhard von Haren, den Älteren; Amtszeit ungewiss, wird nur in der Quelle Quix im Jahr 1450 als Bürgermeister anstelle von Fetschin Colyn, den Älteren oder Statz von Segraedt genannt (siehe Artikel) |
| Thomas Ellerborn († um 1472)                               | S   | 4    | 1451/52, 1455/56, 1458/59, 1462/63 | Sohn von Johann Ellerborn († um 1440) |
| Stefan van Roide                                           | Z   | 3    | 1451/52, 1458/59, 1462/63 | |
| Johann von Gimmenich                                       | Z   | 4    | 1460/61, 1461/62, 1464/65, 1466/67 | |
| Gerhard Beissel († um 1493)                                | S   | 7    | 1469/70, 1472/73, 1474/75, 1483/84, 1484/85, 1487/88, 1491/92 | Sohn von Gerhard Beissel († um 1462); |
| Johann Bertolf († 1510)                                    | S   | 8    | 1463/64, 1465/66, 1471/72, 1475/76, 1480/81, 1494/95, 1495/96 1499/1500 | Sohn von Martin Bertolf; war 1495 zunächst abgestandener Bürgermeister, ersetzte dann einen nicht namentlich bekannten Amtsinhaber |
| Wilhelm von Roide                                          | Z   | 3    | 1463/64, 1465/66, 1468/69 | |
| Peter von Segraedt († um 1483)                             | S   | 6    | 1464/65, 1467/68, 1470/71, 1473/74, 1478/79, 1482/83 | Sohn von Statz von Segraedt († um 1441); Amtszeiten lt. Quelle Die Aachener Bürgermeister von 1251 bis 1798; Die Quelle Die Schöffen des kgl. Stuhls weist lediglich die Amtszeiten 1466, 1470, 1473 und 1482 aus (siehe Artikel) |
| Alart van der Smitten                                      | S   | 1    | 1466/67 | |
| Lambrecht Buck der Jüngere                                 | Z   | 6    | 1467/68, 1469/70, 1472/74, 1474/75, 1479/80, 1484/85 | in Quelle Macco Bock genannt |
| Hermann von Dremborn († um 1486)                           | S   | 3    | 1470/71, 1473/74, 1477/78 | |
| Gottschalk von Segraedt († um 1483)                        | S   | 3    | 1471/72, 1476/77, 1479/80 | Sohn von Statz von Segraedt († um 1441) |
| Mathys Bestoltz († 1483)                                   | Z   | 1    | 1475/76 | |
| Johann Ellerborn († 1509)                                  | Z   | 4    | 1476/77, 1478/79, 1481/82, 1486/87 | |
| Johann Heiman                                              | Z   | 1    | 1477/78 | unklare Quelle, vielleicht identisch mit Johann Heinmann von Breidenich, Richter am Schöffenstuhl |
| Johann von Roide                                           | S   | 1    | 1481/82 | |
| Lambrecht von Richtergen                                   | Z   | 3    | 1482/83, 1487/88, 1491/92 | |
| Johann Beissel († um 1494)                                 | S   | 1    | 1486/87 | Sohn von Colyn Beissel und Neffe von Johann Beissel († um 1440); |
| Fetschin Colyn († um 1505)                                 | S   | 4    | 1488/89, 1493/94, 1500/01, 1504–1506 | Sohn von Fetschin Colyn († 1472); |
| Peter Buck der Ältere                                      | Z   | 2    | 1488/89, 1493/94 | in Quelle Macco Bock genannt |
| Adam von Haren, der Jüngere († um 1511)                    | S   | 2    | 1489/90, 1496/97 | Sohn von Adam von Haren, den Älteren |
| Peter von Gymnich                                          | Z   | 3    | 1489/90, 1492/93, 1496/97 | |
| Wilhelm Inghenhofen                                        | S   | 1    | 1492/93 | |
| Peter Wolff († 1516)                                       | Z   | 3    | 1494/95, 1497/9, 1501/02 | |
| Johann Pastor († um 1510)                                  | B+S | 1+1  | B: 1498/99, S: 1502/03 | Vetter von Hermann Pastor; Johann Pastor wurde 1501 in den Schöffenstuhl aufgenommen |
| Wilhelm Colyn († um 1524)                                  | S   | 7    | 1497/98, 1510/11, 1512/13, 1513/14, 1517/18, 1520/21, 1522/23 | Sohn von Fetschin Colyn († 1472); setzte sich maßgeblich für die Reform des Aachener Gaffelbriefs im Jahr 1513 ein und kam im selben Jahr durch den Aufstand der Bürger ins Amt |
| Wilhelm von Wylre († 1508)                                 | S   | 3    | 1498/99, 1501/02, 1506/07 | Enkel von Gerhard von Wylre; |
| Hermann Pastor († 1515)                                    | Z   | 1    | 1500/01 | Vetter von Johann Pastor; Als Bürgermeister setzte er sich dafür ein, dass die Schmiedemeister die Berechtigung erhielten, mit Eisen und Stahl zu handeln, was bisher nur den Krämern vorbehalten war |
| Peter Bestoltz (* 1460)                                    | Z   | 3    | 1504–1506, 1508/09, 1510/11 | |
| Adam Munten                                                | Z   | 2    | 1506/07, 1511/12 | |
| Gilles von dem Buschoffsstave († vor 1512)                 | S   | 1    | 1507/08 | setzte sich vehement gegen die Reform des Aachener Gaffelbriefs ein und setzte sich bei den diesbezüglichen Unruhen von 1513 aus Aachen ab; |
| Peter von Inden (1458–1539)                                | Z   | 8    | 1507/08, 1509/10, 1512/13, 1520/21, 1522/23, 1524/25, 1527/28, 1532/33 | |
| Johann von Drimborn († um 1536)                            | S   | 1    | 1508/09 | Sohn von Hermann von Dremborn |
| Johann von Hochkirchen (1482–1554)                         | S   | 1    | 1509/10 | |
| Everhard von Haren († um 1529)                             | S   | 4    | 1511/12, 1514/15, 1521/22, 1526/27 | Sohn von Adam van Haren, den Jüngeren, setzte sich maßgeblich für die Reform des Aachener Gaffelbriefs ein |
| Werner von Merode-Houffalize                               | Z   | 1    | 1513/14 | |
| Jakob Krop                                                 | Z   | 3    | 1514/15, 1517/18, 1523/24 | |
| Leonhard von dem Ellenbant (um 1481–vor 1552)              | S   | 5    | 1516/17, 1529/30, 1533/34, 1535/36, 1537/38 | Wehrte sich gegen die Einführung der Reformation |
| Arnold Wymer (* 1486)                                      | Z   | 6    | 1516/17, 1519/20, 1528/29, 1530/31, 1533/34, 1535/36 | |
| Johann Ellerborn († um 1532)                               | S   | 3    | 1519/20, 1523/24, 1531/32 | Die Amtszeit 1531/32 könnte auch sein Sohn Johann Ellerborn († um 1563) innegehabt haben. |
| Johann von Stommel († 1528)                                | S   | 2    | 1524/25, 1527/28 | |
| Franz von Pirn († 1551)                                    | Z   | 4    | 1526/27, 1529/30, 1547/48, 1550/51 | starb wenige Monate vor Amtsende und wurde durch den abgestandenen Bürgermeister Nicolaes Wilreman vertreten |
| Wolter von Wylre (1495–1529)                               | S   | 1    | 1528/29 | Sohn von Wilhelm von Wylre; |
| Melchior Colyn (1500–1558)                                 | S   | 14   | 1530/31, 1532/33, 1534/35, 1536/37, 1538/39, 1540/41, 1542/43, 1544/45, 1547/48, 1550/51, 1552/53, 1554/55, 1556/57, 1558                                                            | Sohn von Wilhelm Colyn; verstarb im Verlauf seiner letzten Amtszeit und wurde bis zur turnusmäßigen Neuwahl von dem abgestandenen Bürgermeister Johann Ellerborn († um 1532) vertreten. Obwohl katholisch stand er den Protestanten loyal gegenüber. |
| Johann Ellerborn (um 1512–um 1563)                         | S   | 12   | 1531/32, 1539/40, 1541/42, 1543/44, 1546/47, 1548/49, 1551/52, 1553/54, 1555/56, 1557/58, 1555/56, 1560/61, 1562/63                                                                  | Die Amtszeit 1531/32 könnte auch sein Vater Johann Ellerborn († um 1532) innegehabt haben. Sprang als abgestandener Bürgermeister 1558 für den verstorbenen Melchior Colyn ein. Vertreter eine streng katholischen Linie. |
| Johann von Buel                                            | Z   | 3    | 1531/32, 1537/38, 1539/40 | |
| Adam von Zevel (um 1497–1565)                              | Z   | 6    | 1534/35, 1536/37, 1545/46, 1552/53, 1553/54, 1555/56, 1559 | Vertreter der Reformierten, wurde ab 26. September 1559 aufgrund seines Eintretens für die reformierte Gemeinde Aachens durch Franz Block ersetzt |
| Nicolaes Wilreman (1489–1568)                              | Z   | 9    | 1538/39, 1541/42, 1546/47, 1549/50, 1556/57, 1562/63, 1564/65, 1566/67, 1568/69 | vertrat 1551 für wenige Monate noch den verstorbenen Franz von Pirn |
| Simon I. Engelbrecht (vor † 1554)                          | Z   | 2    | 1540/41, 1542/43 | Vertreter der Katholiken |
| Johann von Stommel                                         | Z   | 2    | 1544/45, 1548/49 | |
| Gerhard Ellerborn (1517–1571)                              | S   | 4    | 1549/50, 1559/60, 1563/64, 1566/67 | Sohn von Johann Ellerborn († um 1532) und Bruder von Johann Ellerborn († um 1563); Vertreter einer streng katholischen Linie |
| Emondt Düppengießer                                        | Z   | 1    | 1551/52 | |
| Wilhelm Engelbrecht (1519 – zw. 1569 und 1571)             | Z   | 2    | 1554/55, 1557/58 | Sohn von Simon I. Engelbrecht; Vertreter der Katholiken |
| Frank Block (1497–1580)                                    | Z   | 8    | 1558/59, 1559/60, 1561/62, 1563/64, 1565/66, 1567/68, 1569/70, 1571/72 | Vertreter der Katholiken; wurde als abgestandener Bürgermeister ab dem 26. September 1559 für Adam von Zevel nach dessen Absetzung eingesetzt |
| Stephan Wolff (1513–1566)                                  | Z   | 1    | 1560/61 | Vertreter der Katholiken |
| Jakob von Bree                                             | S   | 1    | 1561/62 | |
| Leonhard von dem Hove (um 1519–1590)                       | S   | 6    | 1564/65, 1567/58, 1569/70, 1572/73, 1574/75, 1580/81 | Vertreter der Katholiken, zog sich aus Frust vor dem Erstarken der Protestanten aus der Politik zurück |
| Peter Buck der Jüngere (um 1496–vor 1573)                  | S   | 1    | 1565/66 | in Quelle Macco Bock genannt |
| Johann von Lontzen (um 1497–um 1591)                       | S   | 6/7  | 1568/69, 1575/76, 1576/77 (?), 1579/80, 1581/82, 1583/84, 1585/86 | Vertreter der Reformierten, lt. einer überlieferten Handschrift auch im Jahr 1576/77 Schöffenbürgermeister; 1581 von der evangelischen Partei gewählt, bei Neuwahl am 5. Juni 1581 bestätigt; im April 1586 wegen Korruption vom Dienst suspendiert. |
| Matthias Peltzer (1508–1591)                               | Z   | 2    | 1570/71, 1572/73 | Anführer der protestantischen Bewegung in Aachen, seine Nachkommen setzten sich nach Stolberg ab. |
| Albrecht Schrick (1532–1598)                               | S   | 3½   | 1571/72, 1578/79, 1581, 1598/99, | 1581 von der katholischen Partei gewählt, nach Neuwahl am 5. Juni 1581 von Johann von Lontzen abgelöst, 1598 nach der Ächtung des ursprünglich gewählten Bürgermeister Bonifacius Colin als Nachrücker gewählt, verstarb noch während der Amtszeit und wurde ab dem 24. September 1598 von Wilhelm von Wylre ersetzt |
| Peter Holzmaert                                            | Z   | 1    | 1571/72 | |
| Johann Fiebus                                              | Z   | 2    | 1574/75, 1581/82 | in Quelle Macco Feibus genannt, 1581 von der katholischen Partei gewählt, bei Neuwahl am 5. Juni 1581 bestätigt |
| Johann Rulandt (1520–1579)                                 | Z   |      | 1575/76, 1578/79 | Vertreter der Reformierten |
| Simon II. Engelbrecht                                      | Z   | 3–7  | 1577/78, 1579/80, 1581 1582/83, 1584/85, 1586/87, 1588/89 | Sohn von Simon I. Engelbrecht; konvertierte zu den Reformierten, 1581 von der evangelischen Partei gewählt; unklar ist, ob einige seiner letzten Amtszeiten bereits seinem Neffen Simon III. zuzuschreiben sind. |
| Peter von Zevel (* 1530)                                   | Z   | 5    | 1580/81, 1583/84, 1585/86, 1587/88, 1589/90 | Sohn von Adam von Zevel, Vertreter der Reformierten; |
| Bonifacius Colyn (1533–1608)                               | S   | 7½   | 1582/83, 1584/85, 1586/87, 1588/89, 1590/91, 1592/93, 1596/97, 1598 | Sohn von Melchior Colyn; obwohl katholisch wurde er 1598 für seine Loyalität gegenüber den Protestanten geächtet und durch Albrecht Schick abgelöst |
| Anastasius von Segraedt (um 1541–um 1598)                  | S   | 7    | 1587/88, 1589/90, 1591/92, 1593/94, 1594/95, 1595/96, 1597/98 | Urenkel von Gottschalk von Segraedt; war 1597 einer der drei von den Protestanten gewählten Bürgermeister, 1598 geächtet |
| Simon III. Engelbrecht (* um 1532)                         | Z   | 5–9  | 1590/91, 1592/93, 1594/95, 1596/97, 1598 | Sohn von Wilhelm Engelbrecht; Vertreter der Katholiken; unklar ist, ob er bereits zuvor einige Amtszeiten innehatte, die seinem Onkel Simon II. Engelbrecht zuzuschreiben sind. Am 29. Juli 1598 geächtet und durch Jakob Moll abgelöst |
| Dietrich Vercken (* 1539)                                  | Z   | 4    | 1591/92, 1593/94, 1595/96, 1597/98 | war 1597 einer der drei von den Protestanten gewählten Bürgermeister, 1598 geächtet |
| Matthäus Peltzer                                           | Z   | 1    | 1597/98 | 1597 einer der drei von den Protestanten gewählten Bürgermeister, 1598 geächtet |
| Wilhelm von Wylre (1539–1601)                              | S   | 1½   | 1597/98, 1598/99 | Neffe von Wolter von Wylre; 1597 im Jülicher Exil von den vertriebenen Katholiken gewählt, konnte sein Amt aber nicht antreten, löste erst 1598 Albrecht Schrick nach dessen Tod ab |
| Egidius Valenzyn († 1600)                                  | S   | 2    | 1597/98, 1599/1600 | 1597 im Jülicher Exil von den vertriebenen Katholiken gewählt, konnte sein Amt aber nicht antreten |
| Jakob Moll (1537–1628)                                     | Z   | 2    | 1598/99, 1600/01 | Vertreter der Katholiken; 1598 nach der Reichsacht für den ursprünglich gewählten Bürgermeister Simon III. Engelbrecht als Nachrücker gewählt Ölgemälde im Büro des Oberbürgermeisters im Aachener Rathaus |
| Christian Meess der Ältere (1541–1616)                     | Z   | 10   | 1599/1600, 1601/02, 1603/04, 1605/06, 1607/08, 1609/10, 1611/12, (1613/14), (1614/15), 1615/16,                                                                                      | 1613 waren Berchem und Meess zwar von katholischer Seite offiziell gewählt worden, aber die protestantischen Bürgermeister Lambert und Jodokus von Beeck übten das Amt aus. Nach dem Einmarsch der spanischen Truppen ersetzten Berchem und Meess die 1614 gewählten Bürgermeister Kalkberner und Schanternel. |
| Johann Ellerborn († um 1609)                               | S   | 4    | 1600/01, 1602/03, 1604/05, 1608/09 | Sohn von Gerhard Ellerborn; Vertreter einer streng katholischen Linie, gehörte zu den von 1550 bis 1558 verbannten katholischen Amtsträgern |
| Joachim Berchem (1572–1648)                                | S   | 18   | 1601/02, 1603/04, 1605/06, 1607/08, 1609/10, 1611/12, (1613/14), 1614/15, 1615/16, 1617/18, 1619/20, 1621/22, 1623/24, 1627/28, 1629/30, 1631/32, 1633/34, 1637/38, 1640/41, 1644/45 | 1613 waren Berchem und Meess zwar von katholischer Seite offiziell gewählt worden, aber die protestantischen Bürgermeister Lambert und Jodokus von Beeck übten das Amt aus. Nach dem Einmarsch der spanischen Truppen am 25. August 1614 ersetzten Berchem und Meess die im gleichen Jahr gewählten Bürgermeister Kalkberner und Schanternel. Wappengravur an der Schale des Aachener Karlsbrunnens auf dem Marktplatz                                                              |
| Franz Widderath                                            | Z   | 4    | 1602/03, 1604/05, 1606/07, 1608/09 | |
| Abraham von Streithagen († 1635)                           | S   | 1    | 1606/07 | Vertreter der Katholiken; Streithagen wird in einem Dokument vom 13. April 1610 als Bürgermeister und Schöffe genannt, zu der Zeit war jedoch Berchem Schöffenbürgermeister. Der Titel stammte also von einer früheren Amtszeit, wofür nur 1606/07 in Frage kommt, da nur für diese Amtszeit kein Schöffenbürgermeister namentlich genannt ist. |
| Johann Kalkberner (um 1560–um 1616)                        | Z   | 2    | 1612/13, 1614 | Vertreter der Reformierten; nach dem Einmarsch der spanischen Truppen am 25. August 1614 durch Berchem und Meess abgelöst und geächtet |
| Adam Schanternel (1556–1631)                               | Z   | 2    | 1612/13, 1614 | Vertreter der Reformierten; nach dem Einmarsch der spanischen Truppen am 25. August 1614 durch Berchem und Meess abgelöst und geächtet |
| Lambert von Beeck                                          | Z   | 1    | 1613/14 | Letzter Vertreter der Reformierten und bis in die Preußenzeit keine Vertreter der Reformierten mehr im Amt des Reichsbürgermeisters; absolvierte seine Amtszeit, obwohl Berchem und Meess offiziell von katholischer Seite gewählt worden waren, anschließend geächtet. |
| Jodokus von Beeck                                          | Z   | 1    | 1613/14 | Letzter Vertreter der Reformierten und bis in die Preußenzeit keine Vertreter der Reformierten mehr im Amt des Reichsbürgermeisters; absolvierte seine Amtszeit, obwohl Berchem und Meess offiziell von katholischer Seite gewählt worden waren, anschließend geächtet. |
| Albrecht Schrick (1573–1640)                               | S   | 10   | 1616/17, 1618/19, 1620/21, 1622/23, 1624/25, 1626/27, 1628/29, 1630/31, 1632/33, 1634/35                                                                                             | Sohn von Albrecht Schrick (Politiker, 1532); Vertreter der Katholiken; Wappengravur an der Schale des Aachener Karlsbrunnens auf dem Marktplatz; |
| Johann Schörer († um 1653)                                 | Z   | 8    | 1616/17, 1618/19, 1621/22, 1623/24, 1625/26, 1627/28, 1629/30, 1631/32 | Wappengravur an der Schale des Aachener Karlsbrunnens auf dem Marktplatz |
| Egidius Bleyenheuft (1566–1622)                            | Z   | 3    | 1610/11, 1617/18, 1620/21 | Wappengravur an der Schale des Aachener Karlsbrunnens auf dem Marktplatz |
| Dietrich Speckhewer († 1666)                               | Z+S | 8+1  | Z: 1619/20, 1622/23, 1624/25, 1626/27, 1628/29, 1633/34, 1637/38, 1640/41; S: 1650/51                                                                                                | gab nach Eintritt in den Schöffenstand 1641 sein Amt als Bürgermeister der Zünfte ab.; Wappengravur an der Schale des Aachener Karlsbrunnens auf dem Marktplatz |
| Kaspar von Löwenich                                        | Z   | 3    | 1630/31, 1632/33, 1634/35 | |
| Hermann von Ophoven, genannt Stroyff († 1650)              | S   | 3    | 1638/39, 1643/44, 1646/47 | |
| Johann Beelen                                              | Z   | 1    | 1638/39 | |
| Caspar von Schwartzenberg († 1661)                         | S   | 4    | 1639/40, 1654/55, 1656/57, 1658/59 | Vetter von Melchior von Schwartzenberg, mit dem er sich in seinen letzten drei Amtsperioden als Schöffenbürgermeister abwechselte |
| Balthasar Fiebus der Ältere († 1665)                       | Z   | 10½  | 1639/40, 1641, 1644/45, 1646/47, 1647/48, 1650/51, 1656/57, 1658/59, 1660/61, 1662/63, 1664/65                                                                                       | in Quelle Macco Feibus genannt; Bruder oder Vetter von Nikolaus Fiebus; Vertreter der Katholiken; löste 1641 nach dem Eintritt Speckhewers in den Schöffenstand diesen als Bürgermeister der Zünfte ab. Namensgravur in der Einfassung des Kamins in der Werkmeisterküche im Aachener Rathaus |
| Christian Meess der Jüngere                                | Z   | 1    | 1643/44 | Enkel von Christian Meess, den Älteren, Vertreter der Katholiken; kommt auch für die Wahlperioden 1635/36, 1636/37 und/oder 1641/42 in Frage |
| Melchior von Schwartzenberg (1613–1664)                    | S   | 5    | 1655/56, 1657/58, 1659/60, 1661/62, 1663/64 | Vetter von Caspar von Schwartzenberg, mit dem er sich in seinen ersten drei Amtsperioden als Schöffenbürgermeister abwechselte. |
| Leonhard Schleicher                                        | Z   | 5    | 1655/56, 1657/58, 1659/60, 1661/62, 1663/64 | |
| Johann Bertram von Wylre (1623–1679)                       | S   | 10   | 1659/60, 1660/61, 1662/63, 1664/65, 1666/67, 1668/69, 1669/70, 1674/75, 1676/67, 1678/79                                                                                             | |
| Johann Wilhelm von Bock                                    | S   | 1    | 1665/66 | |
| Gerlach Maw (1622–1681)                                    | Z   | 5    | 1665/66, 1666/67, 1668/69, 1670/71, 1672/73 | regierte 1672 allein, da zwischen 1671 und 1673 die Schöffen aus Protest keinen Kandidaten aus ihren Reihen vorschlugen, weil ihr Kandidat für 1670 nicht vom Rat anerkannt wurde |
| Nikolaus Fiebus (1622–1672)                                | Z   | 3    | 1667/68, 1669/70, 1671/72 | in Quelle Macco Feibus genannt, Bruder oder Vetter von Balthasar Fiebus, den Älteren; Vertreter der Katholiken; regierte 1671 allein, da zwischen 1671 und 1673 die Schöffen aus Protest keinen Kandidaten aus ihren Reihen vorschlugen, weil ihr Kandidat für 1670 nicht vom Rat anerkannt wurde |
| Johann Wilhelm von Olmüssen († 1693)                       | S   | 10½  | 1670/71, 74, 1675/76, 1677/78, 1679/80, 1681/82, 1883/84, 1685/86, 1687/88, 1689/90                                                                                                  | Olmüssen war als Schöffe 1670 vom Rat gewählt worden, obwohl er nicht von den Schöffen vorgeschlagen war. Von 1671 bis 1673 wurde deshalb aus Protest kein Schöffenbürgermeister gewählt, für die Amtsperiode 1673/74 fand seine Wahl erst am 9. März 1674 statt. |
| Johannes Chorus                                            | Z   | 11   | 1673/74, 1675/76, 1677/78, 1679/80, 1681/82, 1683/84, 1685/86, 1687/88 1689/90, 1691/92, 1693/94                                                                                     | regierte 1673 zunächst allein, da zwischen 1671 und 1673 die Schöffen aus Protest keinen Kandidaten aus ihren Reihen vorschlugen, weil ihr Kandidat für 1670 nicht vom Rat anerkannt wurde. |
| Gerhard Schörer († 1677)                                   | Z   | 2    | 1674/75, 1676/77 | Vetter von Nikolaus Schörer |
| Nikolaus Schörer († um 1682)                               | Z   | 3    | 1678/79, 1680/81 | Neffe von Johann Schörer und Vetter von Gerhard Schörer |
| Johann Wilhelm von Fürth (1648–1698)                       | S   | 1    | 1680/81 | |
| Werner von Broich (1636–1731)                              | S   | 11   | 1682/83, 1684/85, 1686/87, 1688/89, 1691/92, 1693/94, 1699/1700, 1706–1709, 1710/11, 1712/13, 1714/15                                                                                | Wegen eines Streits zwischen Schöffen und Rat fand 1700–1705 keine Wahl eines Schöffenbürgermeisters statt und das Amt blieb unbesetzt. 1706 wurde das Amt wieder an v. Broich übertragen, der es bis 1709 behielt. Erst dann erfolgte wieder turnusmäßig eine Wahl des Schöffenbürgermeisters. Wappengravur im Türsturz des Eingangs von Alt-Linzenshäuschen, in der Westwand von St. Foillan und in der Remise Haus Ludwigallee 65                                                |
| Theodor Bodden († 1683)                                    | Z   | 1    | 1682/83 | Bruder von Peter Ludwig Bodden; starb am Ende seiner Wahlperiode; war der erste Bürgermeister, der einen Degen trug; Wappengravur in der Westwand von St. Foillan |
| Peter Ludwig Bodden (* 1648)                               | Z   | 6    | 1684/85, 1686/87, 1688/89, 1690/91, 1692/93, 1694/95 | Bruder von Theodor Bodden; Wappengravur im Türsturz der Eingangspforte des Langen Turms. |
| Wilhelm Adolf von Eys (1647–1729)                          | S   | 3    | 1690/91, 1692/93, 1694/95 | Wappengravur im Türsturz der Eingangspforte des Langen Turms |
| Johann Albrecht Schrick (1646–1702)                        | S   | 2    | 1695/96, 1697/98 | Urenkel von Albrecht Schrick (Politiker, 1532); |
| Balthasar Fiebus der Jüngere (1646–1715)                   | Z   | 10   | 1695/96, 1697/98, 1699/1700, 1701/02, 1703/04, 1705/06, 1707/08, 1709/10, 1711/12, 1713/14                                                                                           | in Quelle Macco Feibus genannt; Sohn von Nikolaus Fiebus; regierte in den Jahren 1701/02, 1703/04 und 1705/06 allein ohne Schöffenbürgermeister, da es in diesen Amtszeiten wegen eines erneuten Streits – wie 30 Jahre zuvor schon einmal – zwischen Schöffen und Rat zu keiner Kandidatennominierung seitens des Schöffenstuhls kam. Wappengravur im Türsturz des Eingangs von Alt-Linzenshäuschen und in der Remise Haus Ludwigallee 65                                          |
| Tilman Schroeder (1645–1706)                               | S   | 2    | 1696/97, 1698/99 | |
| Mathias Maw (1642–1709)                                    | Z   | 7    | 1696/97, 1698/99, 1700/01, 1702/03, 1704/05, 1706/07, 1708/09 | Sohn von Gerlach Maw, regierte in den Jahren 1700/01, 1702/34 und 1704/05 allein ohne Schöffenbürgermeister, da es in diesen Amtszeiten wegen eines erneuten Streits – wie 30 Jahre zuvor schon einmal – zwischen Schöffen und Rat zu keiner Kandidatennominierung seitens des Schöffenstuhls kam. |
| Dietrich Joseph Speckhewer (1659–1714)                     | S   | 2    | 1709/10, 1711/1712 | |
| Michael Bodden (1667–1711)                                 | Z   | 1    | 1710/11 | Sohn von Theodor Bodden |
| Arnold Heitgens                                            | Z   | 2    | 1712/13, 1714/15 | |
| Winand Theodor von Wylre (1665–1717)                       | S   | 2    | 1713/14, 1715/16 | |
| Lambert Xaver Lambertz (1666–1716)                         | Z   | 1    | 1715/16 | |
| Hermann Franz Braumann (1686–1750)                         | S   | 3    | 1716/17, 1718/19, 1720/21 | |
| Johann Theodor Richterich (1650–1728)                      | Z+S | 1+3  | Z: 1716/17; S: 1723/24, 1725/26, 1727/28 | Wurde 1720 als Schöffe vereidigt |
| Leonhard Joseph von Lamberts zu Cortenbach (1686–1764)     | S   | 3    | 1717/18, 1719/20, 1721/22 | |
| Cornelius de Fays († 1728)                                 | Z   | 5    | 1717/18, 1719/20, 1722/23, 1724/25, 1726/27 | |
| Peter Dahmen (1647–1736)                                   | Z   | 2    | 1718/19, 1720/21 | |
| Johann Kaspar Deltour (1651–1730)                          | Z   | 3½   | 1721/22, 1723/24, 1728/29, 1730 | wurde wegen einer Krankheit 1730 zunächst von Martin Lambert de Lonneux vertreten und dann nach seinem Tod abgelöst |
| Johann Werner von Broich (1675–1747)                       | S   | 13   | 1722/23, 1724/25, 1726/27, 1728/29, 1730/31, 1732/33, 1734/35, 1736/37, 1738/39, 1740/41, 1742/43, 1744/45, 1746/47                                                                  | Sohn von Werner von Broich; |
| Martin Lambert de Lonneux (1690–1756)                      | Z   | 15½  | 1725/26, 1727/28, 1729/30, 1730/31, 1732/33, 1734/35, 1736/37, 1738/39, 1740/41, 1742/43, 1744/45, 1746/47, 1748/49, 1750/51, 1752/53, 1754/55                                       | Alte Partei; vertrat 1730 zunächst Johann Kaspar Deltour und löste ihn am 25. Juni 1730 ab |
| Alexander Theodor von Oliva (1691–1767)                    | S   | 19   | 1729/30, 1731/32, 1733/34, 1735/36, 1737/38, 1739/40, 1741/42, 1743/44, 1745/46, 1747/48, 1749/50, 1751/52, 1753/54, 1755/56, 1758/59, 1760/61, 1762/63, 1764/65, 1766/67            | Alte Partei; Bürgermeister mit den meisten Amtszeiten |
| Jakob Niclas (1678–1755)                                   | Z   | 14   | 1731/32, 1733/34, 1735/36, 1737/38, 1739/40, 1741/42, 1743/44, 1745/46, 1747/48, 1749/50, 1751/52, 1753/54, 1755/56                                                                  | Alte Partei; |
| Franz von Fürth (1695–1773)                                | S   | 4    | 1748/49, 1750/51, 1752/53, 1754/55 | |
| Friedrich Wilhelm Beelen (1707–1766)                       | S   | 1    | 1756/57 | |
| Johann von Wespien (1700–1759)                             | Z   | 2    | 1756/57, 1759/60 | Neue Partei; An ihn erinnert die Fassade des Wespienhauses und der Couvenwandbrunnen |
| Joseph Xaver von Richterich (1719–1786)                    | S   | 15   | 1757/58, 1759/60, 1761/62, 1763/64, 1765/66, 1767/68, 1769/70, 1771/72, 1773/74, 1775/76, 1777/78, 1779/80, 1781/82, 1783/84, 1785/86                                                | Alte Partei; |
| Peter Balthasar Strauch (1728–1802)                        | Z   | 3    | 1757/58, 1759/60, 1761/62 | Neue Partei; |
| Franz Augustin de Broe (* 1695)                            | Z   | 2    | 1760/61, 1762/63 | |
| Johann Lambert Kahr (1710–1776)                            | Z   | 7    | 1763/64, 1765/66, 1767/68, 1769/70, 1771/72, 1773/74, 1775/76 | Alte Partei; |
| Cornelius Chorus (1701–1774)                               | Z   | 5    | 1764/65, 1766/67, 1768/1769, 1770/71, 1772/73, 1774 | Alte Partei; Chorus war bereits bei Amtsantritt 1774 erkrankt und wurde in seinem Hause vereidigt. Wenige Wochen später verstarb er im Juni 1774 |
| Johann Jakob von Wylre (1707–1793)                         | S   | 11   | 1769, 1770/71, 1772/73, 1774/75, 1776/77, 1778/79, 1780/81, 1782/83, 1784/85, 1786/87, 1788/89                                                                                       | Alte Partei; Wegen Streitigkeiten zwischen Schöffen und Rat wurde 1768 zunächst kein Schöffenbürgermeister gewählt, Wylre wurde erst am 16. Januar 1769 Bürgermeister |
| Stephan Dominicus Dauven (1732–1797)                       | Z   | 5    | 1776/77, 1778/79, 1780/81, 1782/83, 1784/85, 1786 | Alte Partei, Dauven wurde bereits kurz nach seiner Wahl 1786 in der Aachener Mäkelei zur Abdankung gezwungen. Ölgemälde im Büro des Oberbürgermeisters im Aachener Rathaus |
| Heinrich Josef Freiherr von Thimus-Zieverich (1719–1789)   | Z   | 4    | 1777/78, 1779/80, 1781/82, 1783/84 | Alte Partei; |
| Leonhard Brammertz                                         | Z   | 1    | 1785/86 | Alte Partei; |
| Martin von Oliva (1738–1816)                               | S   | 1    | 1787/88 | Sohn von Alexander Theodor von Oliva; |
| Franz de Broe (* 1752)                                     | Z   | 1    | 1787/88 | |
| Franz Carl Nellessen (1752–1819)                           | Z   | 1    | 1788/89 | Alte Partei; |
| Kaspar Joseph von Clotz (1762–1818)                        | S   | 1    | 1789–1797 | Neue Partei; Nach 1789 fanden bis 1797 keine Neuwahlen mehr statt, Kreitz und von Clotz blieben dauerhaft im Amt, nur unterbrochen von Januar bis März 1793 durch die erste französische Regierungsübernahme und der Einsetzung von Stephan Wilhelm Joseph Beissel und Joseph Brantten, beide aus der Neuen Partei, als Maires. |
| Johann Michael Kreitz                                      | Z   | 1    | 1789–1797 | Alte Partei; Nach 1789 fanden bis 1797 keine Neuwahlen mehr statt, Kreitz und von Clotz blieben dauerhaft im Amt, nur unterbrochen von Januar bis März 1793 durch die erste französische Regierungsübernahme und der Einsetzung von Stephan Wilhelm Joseph Beissel und Joseph Brantten, beide aus der Neuen Partei, als Maires |
| Vincenz Philipp Freiherr de Witte de Limminghe (1743–1799) | S   | 1    | 1797/98 | Neue Partei; 1786 Mitunterzeichner des Beschwerdebriefs gegen den amtierenden Bürgermeister Stephan Dominicus Dauven |
| Andreas Monheim (1750–1804)                                | Z   | 1    | 1797/98 | Neue Partei; Gewählt wurde zunächst Wilhelm Houben, der jedoch die Wahl nicht annahm. Endgültige Aufhebung der reichsstädtischen Verfassung |